# Charles Delcourt
Charles Delcourt est un photographe documentaire et artiste visuel français, né le 3 mai 1977 à Lille dans le Nord.

## Biographie
Originaire de Lille où il naît en mai 1977, Charles Delcourt a étudié à l’École Nationale Supérieure de la Nature et du Paysage et commence sa vie professionnelle à La Réunion, comme jardinier puis architecte paysagiste.
Il découvre la photographie au pied du piton de la Fournaise avec un photographe qui voulait faire un travail autour des arbres et des fleurs : « Il m’a montré la photo pendant que je lui montrais les plantes ». Il commence à gagner sa vie avec ses images et devient photographe professionnel à partir de 2007.
Il rentre en métropole en passant par Lille, Bruxelles puis Paris. Il pratique la photographie argentique en couleur et utilise un appareil photo moyen format.
En dehors de son travail documentaire au long cours, avec le soutien du Centre national des Arts Plastiques, qui lui permet d’arpenter les terrils du Nord de la France en 2008, de documenter sur l’ancienne petite ceinture de Paris, et de partir à la découverte de l’île d’Eigg au large de l’archipel des Hébrides intérieures, il réalise des travaux de commande qui sont diffusés par l'agence lilloise Light Motiv dans de nombreuses revues et magazines, parmi lesquels GEO, 6Mois, L’Obs, Le Moniteur, Fisheye, M, le magazine du Monde, Pèlerin Magazine,.

## Expositions
Liste non exhaustive
- 2014 : Face Nord, festival Manifesto, Rencontres photographies de Toulouse[12]
- 2018 : Isle of Eigg, festival Manifesto, 16e Rencontres photographies de Toulouse, médiathèque de Tournefeuille[3]
- 2018 : Isle of Eigg, 29e Itinéraires des Photographes Voyageurs, Bordeaux
- 2019 : Isle of Eigg, « Nouvelles frontières », Festival Photo La Gacilly[13],[14]
- 2019 : Isle of Eigg, Arles, à la Fisheye Gallery / Le Magasin de Jouets[8],[15]
- 2020 : Isle of Eigg, La Chambre, Strasbourg[16]
- 2021 : Isle of Eigg, Jardin du musée départemental Albert-Kahn, Boulogne-Billancourt, du 29 juin au 19 septembre

## Publications
- Regards photographiques sur l'océan Indien : Saint-Denis, avec Ania Gruca, Thierry Hoarau et Pierrot Men, textes Marie Birot, Fragments vol. no 3, 2016.
- Lille, quand les objets racontent, avec Véra Dupuis, Éditions Ouest-France, 2013,  (ISBN 978-2-7373-6069-5)
- Face Nord, textes Andreï Kourkov. Éditions Light Motiv, 2015,  (ISBN 9782953790870)
- Le grand détour : rencontres sur la petite ceinture, texte Dominique Fabre, Éditions Light Motiv, 2017,  (ISBN 9791095118060)
- Isle of Eigg, texte de Camille Dressler, Éditions Light Motiv. 2020,  (ISBN 9791095118152)

## Prix
- 2019 : Prix Fisheye au Festival Photo La Gacilly[8],[13]
- 2021 : Lauréat des rencontres photographiques des Amis du Musée Albert-Kahn[17]